# Menashe Klein
Menashe Klein (aussi plus tard connu comme Menashe Hakoton), né le 9 avril 1923 à Irlyana, en Tchécoslovaquie et mort le 28 septembre 2011 à Jérusalem, en Israël, est un Rebbe hassidique américain, survivant d'Auschwitz, et un des enfants de Buchenwald avec Naphtali Lau-Lavie, Israel Meir Lau et Elie Wiesel, et un décisionnaire (Poseq).

## Éléments biographiques
Menashe Klein est né en 1924 à Irlyava, près de Ungvár, en Tchécoslovaquie, aujourd'hui Oujhorod en Ukraine.

### Études
Il étudie dans la yechiva du rabbin de Ungvár, le rabbin Yosef Elimelech Kahane.

### Seconde Guerre mondiale
Menashe Klein est déporté à Auschwitz-Birkenau, Auschwitz-Buna et à Buchenwald.

### France
Le 2 juin 1945, Menashe Klein est évacué par train avec les autres Enfants de Buchenwald dont l'âge varie entre 7 et 17 ans.

#### Écouis
Menashe Klein arrive avec Naphtali Lau-Lavie et Israel Meir Lau, et Elie Wiesel en France au Préventorium d'Écouis, situé à Écouis (Eure), lieu de transit mis à la disposition de l'Œuvre de secours aux enfants (l'OSE, le 6 juin 1945, par le gouvernement français, où 427 enfants revenant de déportation, les Enfants de Buchenwald vont pouvoir se rétablir des conséquences de la guerre.

#### Château d'Ambloy (Loir-et-Cher)
Le docteur Charles Merzbach offre à l'OSE l'utilisation de sa propriété, le château d'Ambloy, en Loir-et-Cher pour l'été et entre 90 et 100 garçons vont y faire un séjour, dont Menashe Klein, dans un environnement religieux,,.

#### Taverny
Le groupe d'enfants rescapés de Buchenwald est transféré à Taverny (Val-d'Oise) après Yom Kipour en 1945.
En 1943-44, le château de Vaucelles et le château Jaeger, spoliés à leurs anciens propriétaires juifs, devinrent des centres de formation de la Milice et de la Selbstschutzpolizei à l'initiative d'Hermann Bickler, formant des agents subversifs et des espions chargés d'infiltrer les réseaux de résistance et qui forma en tout environ 5 000 "stagiaires".
Au sortir de la Seconde Guerre mondiale, le château de Vaucelles, est transformé en hôpital militaire par l'armée américaine. Il est renommé « Maison d'enfants Elie Wiesel »,,, le 13 novembre 2008.

### New York
Menashe Klein immigre aux États-Unis en 1947.

### Israël
Il est décédé le 28 septembre 2011 à Jérusalem et est enterré à Safed près de Isaac Louria et de Joseph Karo.

## Œuvres
- Œuvre majeure:
  - (he) Mishneh Halachos. 18 volumes en un demi-siècle.
- Autres ouvrages:

25 autres ouvrages dont:
- - Commentaire sur le BeHag de Rabbi Simeon Kayyara
  - (en) Sefer Pirsumei Nisa: Ti'ur Meore'ot ha-Shoah ve-She'elot u-Teshuvot be-Inyene ha-Shoah (Publicizing the miracle a description of events of the Holocaust and Holocaust-related responsa]. Jerusalem 2010/11[13]